# Gottfried Fuchs
Gottfried Fuchs (* 3. Mai 1889 in Karlsruhe; † 25. Februar 1972 in Montreal, Québec, Kanada) war ein deutscher Fußballspieler. Er war von 1911 bis 1913 sechsmal für die deutsche Fußballnationalmannschaft aktiv. Dabei gelang ihm 1912 in einem Länderspiel mit zehn erzielten Toren ein Weltrekord, der erst 2001 übertroffen wurde. Als Jude musste er 1937 zunächst nach Frankreich und 1940 schließlich nach Kanada emigrieren, wo er unter dem Namen Godfrey Fochs lebte.

## Fußballsport
Fuchs stürmte für den Düsseldorfer FC 99, der sich für die Endrunde um die Deutsche Meisterschaft 1907 qualifiziert hatte, und danach – wesentlich erfolgreicher – für den Karlsruher FV. An der Seite von Fritz Förderer und Julius Hirsch „entwickelte sich Fuchs spielerisch und konnte so als Mittelstürmer seine Torjägerqualitäten besser zur Geltung bringen“. Schließlich wurde er mit dem KFV 1910 Deutscher Fußballmeister. Auch in den folgenden beiden Endrunden war er in dessen Team, das 1912 noch einmal Vizemeister wurde.
Im Februar desselben Jahres hatte Süddeutschland durch ein 6:5 gegen Brandenburg den Kronprinzenpokal gewonnen. Vor 7000 Zuschauern auf dem Union-Platz in Mariendorf erzielte Gottfried Fuchs drei Tore. Insgesamt brachte er es in diesem Wettbewerb auf sieben Treffer in sechs Spielen.
Später kehrte Fuchs nach Düsseldorf zurück; während des Ersten Weltkrieges agierte er zeitweise als Gastspieler für den FC Wacker Halle.
Er war von 1911 bis 1913 sechsmal für die A-Nationalmannschaft in internationalen Spielen aktiv und erzielte 13 Tore. Dies ist bis heute (Stand Juni 2022) die beste Quote (2,17) eines deutschen Nationalspielers. Im olympischen Fußballturnier 1912 in Stockholm erzielte er im Spiel gegen die Nationalmannschaft Russlands zehn Tore zum Endstand von 16:0, eine bis heute in einem Länderspiel eines deutschen Nationalspielers unübertroffene Zahl. Den Weltrekord übertraf erst 2001 der Australier Archie Thompson, dem beim 31:0 gegen Amerikanisch-Samoa 13 Tore gelangen. Mit diesen zehn Toren übertraf Fuchs den bis dahin führenden deutschen Länderspiel-Rekordtorschützen Eugen Kipp, der es zuvor in elf Länderspielen auf acht Tore gebracht hatte. Sein sechstes und letztes Länderspiel bestritt er 1913 bei der 2:6-Niederlage in Belgien, in dem er sein 13. Tor für die Nationalmannschaft erzielte.

## Militärdienst / Berufliche Tätigkeit
Im Ersten Weltkrieg diente Fuchs als Artillerieoffizier, wurde ausgezeichnet und viermal verwundet. Nach Kriegsende spielte er noch einmal für kurze Zeit für den Karlsruher FV, bevor er im Jahr 1920 seine Karriere beendete. Sein Bruder war der Architekt und Komponist Richard Fuchs.
Beruflich im väterlichen Familienbetrieb, die Holzhandlung Fuchs Söhne, eingestiegen, zog Fuchs 1928 nach Berlin, wo er bis 1935 dem dortigen Tennisclub angehörte, ehe er aufgrund seiner jüdischen Abstammung gezwungen war, den Verein zu verlassen.

## Emigration
Da Fuchs jüdischer Herkunft war, musste er 1937 über die Schweiz zunächst nach Frankreich und 1940 schließlich nach Kanada emigrieren, wo er – nunmehr unter dem Namen Godfrey Fochs – 1972 in Montreal an einem Herzinfarkt starb. Wegen der Nürnberger Rassengesetze wurde sein Name aus einigen deutschen Fußballstatistiken gelöscht. Der Journalist Karl-Heinz Jens rief Fuchs im Allwissenden Fußball 1959 (wieder) in Erinnerung. Das klare Bekenntnis Sepp Herbergers zu seinem früheren fußballerischen Idol (dem „Franz Beckenbauer seiner Jugend“) trug wesentlich dazu bei, dass in der Öffentlichkeit Fuchs’ Leistungen für den deutschen Fußball allmählich wieder gewürdigt wurden.
Der Spiegel schrieb 2012:

„Am 24. Mai 1972 schien die Gelegenheit gekommen, das neue Münchner Olympiastadion sollte mit einem Spiel gegen die Sowjetunion eingeweiht werden. Herberger schlug dem damaligen DFB-Vize Hermann Neuberger in einem Schreiben vor, Gottfried Fuchs als Ehrengast auf Verbandskosten einzuladen. Dies würde ‚als ein Versuch der Wiedergutmachung willfahrenen Unrechtes sicherlich nicht nur im Kreis der Fußballer und Sportler, sondern überall in Deutschland ein gutes Echo finden‘. Er hoffe, so schloss Herberger, auf Billigung des Vorstands. […] Die Antwort des DFB an Herberger war perfide. Es bestehe ‚keine Neigung, im Sinne Ihres Vorschlages zu verfahren‘, schrieb der damalige Schatzmeister Hubert Claessen. Das Präsidium sei der Ansicht, ‚dass ein Präzedenzfall geschaffen würde, der auch für die Zukunft noch erhebliche Belastungen mit sich bringen könnte‘. Es folgte ein dürrer Hinweis auf die ‚angespannte Haushaltslage‘.
Präzedenzfall? Gottfried Fuchs war 1972 der einzige lebende jüdische Fußballer, der jemals für Deutschland gespielt hatte.
Angespannte Haushaltslage? Der DFB zahlte im Sommer 1972 jedem Nationalspieler für den Sieg bei der Europameisterschaft 10.000 Mark. Ein Hin- und Rückflug mit der Lufthansa von Montreal nach Frankfurt kostete zu jener Zeit in der Economy-Klasse 1760 Mark.“

„Im Vorstand des DFB saßen damals 13 Männer. Zwei, der Schweinfurter Hans Deckert und der Kölner Degenhard Wolf, waren Mitglieder der NSDAP gewesen. Ein Präsidiumsmitglied, der Frankfurter Rudolf Gramlich, später Träger des Bundesverdienstkreuzes und der Goldenen Ehrennadel des DFB, hatte unmittelbar nach Kriegsbeginn einem SS-Totenkopfverband angehört, der in Polen mordete.“

Herberger schrieb am 22. März 1972 seinem Brieffreund Fuchs tief enttäuscht von der Absage des DFB. Die Nachricht erreichte Fuchs nicht mehr. Er war bereits einen Monat zuvor verstorben.

## Auszeichnungen
Am 16. Juni 2013 beschloss der Gemeinderat von Karlsruhe die Umbenennung eines Teilstücks des Karlsruher Weges in Gottfried-Fuchs-Platz.
Die drei baden-württembergischen Fußballverbände Baden, Südbaden und Württemberg zeichnen in Erinnerung an Gottfried Fuchs seit der Fußballsaison 2016/17 mit einem nach Fuchs benannten Jugendpreis Vereine, Abteilungen oder einzelne Mannschaften aus dem Jugendbereich der drei Verbände aus. Das Motto des Jugendpreises lautet: „Für Menschlichkeit und Toleranz – gegen Rassismus und Antisemitismus“.